# Roland Tack
Roland Tack (Gent, 27 november 1949 – 8 mei 2010) was een Belgisch advocaat, gemeenteraadslid en magistraat in Gent.

## Levensloop
Hij werd geboren in het gezin van een technisch leraar en een textielarbeidster, in de volkswijk Brugse Poort. Hij promoveerde tot doctor in de rechten en trad toe tot het Gentse advocatenbureau Leo Martens. Na een periode van 20 jaar als advocaat werd hij rechter bij de rechtbank van eerste aanleg, toen nog in het oude gerechtsgebouw aan het Koophandelsplein. Hij was ook een tijdje persrechter.
Zijn overstap naar de magistratuur betekende ook het einde van zijn politieke loopbaan. Hij zetelde namelijk in de Gentse gemeenteraad voor de toenmalige CVP, als raadslid en als fractievoorzitter.
Tack viel op door de directe manier waarop hij beklaagden toesprak, soms in het plat Gents. ‘De afstand tussen justitie en de bevolking moet zo klein mogelijk blijven’, vond hij. ‘Als een veroordeelde niet begrijpt waarom hij wordt veroordeeld, ben je als rechter niet goed bezig.’
In 2007 werd hij voorzitter van de rechtbank in de periode waarin het nieuwe gerechtsgebouw aan de Opgeëistenlaan in gebruik werd genomen.
Hij overleed aan de gevolgen van alvleesklierkanker.